# Silea
Silea é uma comuna italiana da região do Vêneto, província de Treviso, com cerca de 8.980 habitantes. Estende-se por uma área de 18 km², tendo uma densidade populacional de 499 hab/km². Faz fronteira com Carbonera, Casale sul Sile, Casier, Roncade, San Biagio di Callalta, Treviso.

## Demografia
| Variação demográfica do município entre 1861 e 2011                               |
|                                                                                   |
| Fonte: Istituto Nazionale di Statistica (ISTAT) - Elaboração gráfica da Wikipedia |